# الأميرة تيناجنيورك
الأميرة تيناجنيورك (12 يناير 1912 - 6 أبريل 2003) كانت أميرة إثيوبية والابنة الكبرى للإمبراطور هيلا سيلاسي والامبراطورة منن أسفاو.

## روابط خارجية
- السيرة الذاتية لللأميرة تيناجنيورك